# Zhao Kuo
Zhao Kuo (caratteri cinesi: 趙括; III secolo a.C. – 260 a.C.) è stato un generale cinese vissuto durante l'era conosciuta come il periodo dei regni combattenti.
Figlio del più famoso Zhao She, fu il generale dell'esercito dello stato di Zhao durante l'epica battaglia di Changping, tra i regni di Qin e Zhao.

## La battaglia di Changping
Seguendo gli ordini del re Xiaowen di Zhao, Zhao Kuo fu mandato sul campo di battaglia a sostituire il generale precedente, il famoso Lian Po. Il re, sotto le influenze di alcuni cortigiani (molti dei quali corrotti dagli emissari nel nemico stato di Qin) e non tenendo conto dei consigli del suo ministro più importante, Lin Xiangru, si dichiarò insoddisfatto della strategia difensiva di Lian: durante i suoi anni di comando, il generale aveva fatto costruire un accampamento e dei fortini, rimanendovi dentro incurante delle esche e dei tentativi nemici di far scendere l'esercito in battaglia. Dopo diversi anni di temporeggiamento, il re di Zhao iniziava a credere che fosse giunto il momento di un'azione decisiva.
La leggenda vuole che, appena il re chiamò in battaglia Zhao Kuo, la madre di quest'ultimo corse alla corte a raccontare una storia: un giorno, mentre Zhao She ed il figlio parlavano di tattiche militari e giocavano a scacchi, la donna si trovò sorpresa di notare che Zhao Kuo riusciva a battere il più esperto padre di volta in volta. Tuttavia, Zhao She non si lasciò impressionare, adducendo come spiegazione: "Il ragazzo tratta la battaglia come una partita di scacchi; i suoi uomini sono meri pedoni che possono essere sacrificati secondo la volontà del generale. Tutte le sue tattiche si basano sui libri che legge, quindi egli non ha idea di come sia la guerra reale! Non potrebbe mai comandare un esercito".
Ciò nonostante, il suo racconto fu ignorato dal re. Dall'altro lato del campo di battaglia, quando Bai Qi sentì la notizia del cambiamento di generale, rise e disse ai suoi uomini che la battaglia era ormai vinta. Quando il re di Qin sentì la notizia, concesse immediatamente a tutta la popolazione delle provincie vicine un titolo nobiliare, ordinò inoltre ad ogni uomo al di sopra dei 15 anni di assistere la causa del regno di Qin.
Avendo il controllo del più ampio esercito mai posseduto da Zhao, che contava circa 400.000 uomini, Zhao Kuo decise di attaccare le fortezze Qin, sicuro della sua superiorità numerica. Inizialmente l'offensiva sembrava raggiungere il risultato sperato: molte fortezze Qin caddero e sembrava che Bai Qi stesse per ammettere la sconfitta. Alla prospettiva di ciò, Zhao Kuo divenne altezzoso e compiacente.
Senza che le truppe Zhao se ne accorgessero, tuttavia, Bai Qi aveva finto di proposito una ritirata per far sì di circondare ed annientare l'esercito nemico. L'esperto generale aveva pensato che, per sconfiggere l'ampio esercito nemico, il miglior metodo sarebbe stato quello di intrappolarlo e farlo lentamente morire di fame. Il tempismo, oltretutto, era perfetto, con l'esercito Zhao comandato dall'aggressivo Zhao Kuo, che non riusciva a vedere la sconfitta oltre la vittoria. Zhao Kuo cadde in pieno nella trappola di Bai Qi, il quale spedì i propri cavalieri d'élite a prendere la poco difesa fortezza di Changping. L'esercito Zhao si trovava ora circondato, senza via di fuga, in un'area molto piccola.

## La fine di Zhao Kuo
In assenza di provviste di cibo e acqua, l'esercito di Zhao Kuo iniziò lentamente a morire di sete e di fame. Dopo aver resistito per quasi un mese, un disperato Zhao Kuo ordinò infine la resa generale. Tuttavia, era già troppo tardi. Le forze Qin a questo punto avevano superato in numero l'esercito Zhao, ne risultò un massacro generale quando le indebolite schiere di Zhao furono sterminate dalle truppe nemiche. Lo stesso Zhao Kuo morì colpito dalle frecce degli arcieri Qin.
Dopo la sconfitta dell'esercito di Zhao Kuo, Bai Qi ordinò l'esecuzione dei soldati Zhao rimasti, presumibilmente seppellendoli vivi.